# 게이초 지진
게이초 지진(일본어: 慶長地震 게이초지신[*])은 에도 시대 초기인 게이초 9년 음력 12월 16일(1605년 2월 3일)에 발생했다고 추정되는 지진 및 지진해일이다. 이노보사키곶에서부터 규슈까지 일본 태평양 연안에서 거대 쓰나미가 덮쳐 피해를 입었으며 쓰나미로 발생한 익사자는 약 5천명, 최대 1만명설까지 발생했다고 추정된다. 하지만 지진동과 흔들림 기록이 쓰나미 기록에 비해 극히 적고 진원이나 발생 매커니즘, 피해 규모도 불분명한 점이 많아 미스터리인 쓰나미이다.

## 쓰나미 기록
쓰나미는 현지 시각 기준 저녁에서부터 밤까지 이노보사키곶에서부터 규슈에 이르는 일본 태평양 연안 전 지역에서 밀려들어왔다. 쓰나미가 타격을 입힌 범위는 1707년 호에이 지진과 비슷하지만 이후 발생한 겐로쿠 지진의 쓰나미와 호에이 지진 쓰나미로 많은 사료가 유실되었다고 추정되며 기슈 도쿠가와가와 도사 야마우치씨 등이 이봉되기 전후의 시대적 상황 때문에 현존하는 역사 기록이 많지 않다.
- 보소반도 동해안 - 구체적인 높이는 알 수 없지만 보소반도에 쓰나미가 도달한 건 확실해 보이며, 특히 현재의 가쓰우라시, 가모가와시 등에서 큰 쓰나미가 왔던 것으로 추정된다. 다만 그 높이는 겐로쿠 지진 당시의 쓰나미 높이보다는 낮다고 추정된다.[3] 보소반도의 쓰나미를 기록한 《보소치란기》에서는 게이초 6년 12월 16일(1602년 2월 7일)에 발생했다고 기록되어 있는데 가즈사국, 시모사국에서는 30정 단위로 조수가 빠지고 갯벌로 변했다가 태산과 같은 쓰나미가 밀려왔다고 기록되어 있다.
- 이즈반도 - 니시이즈정 니시나에서 쓰나미가 내륙으로 1.3~1.4 km 정도 밀어닥쳤고 시모다시 도지에서는 쓰나미 때문에 절당과 존상이 산 속으로 떠밀려가는 등 추정 높이 4 m 정도의 쓰나미가 밀려왔다.
- 하치조섬 - 다니사토의 가옥이 전부 유실되어 익사자 57명이 발생했다(《이즈국하치조섬송복사고기》(伊豆国八丈島宋福寺古記) 기록)
- 하마나호 하시모토슈쿠(시즈오카현 고사이시 아라이정 하마나) - 《당대기》(当代記), 《도쇼쿠실기》(東照宮実記)에 하시모토에서 100가구 중 80가구 정도가 떠내려갔다는 기록이 있다.

## 같이 보기
- 일본의 지진 목록
- 게이초 대지진
- 보소 해역 지진

## 참고 문헌
- 阿部勝征; 岡田義光; 島崎邦彦; 鈴木保典 (1989년 3월 25일).  佐藤良輔編著, 편집. 《日本の地震断層パラメーター・ハンドブック》. 鹿島出版会. ISBN 978-4-3060-3232-3.
- 猪井達雄・澤田健吉・村上仁士 (1982년 2월). 《徳島の地震津波 -歴史資料から-》. 徳島市立図書館.
- 萩原尊禮 編著・山本武夫・太田陽子・大長昭雄・松田時彦 (1995). 《古地震探究 -海洋地震へのアプローチ》. 東京大学出版会. ISBN 978-4-13-066701-2.
- 石橋克彦 (1994년 8월). 《大地動乱の時代 -地震学者は警告する-》. 岩波新書. ISBN 4-00-430350-8.
- 石橋克彦 (2014년 3월). 《南海トラフ巨大地震 -歴史・科学・社会-》. 岩波書店. ISBN 978-4-00-028531-5.
- 間城龍男 (1995년 1월). 《宝永大地震 -土佐最大の被害地震-》. あさひ謄写堂.
- 力武常次 (1994년 5월). 《固体地球科学入門―地球とその物理》 第2版판. 共立出版. ISBN 978-4-3200-4670-2.
- 寒川旭 (2007년 11월). 《地震の日本史 -大地は何を語るのか-》. 中公新書. ISBN 978-4-12-101922-6.
- 宇佐美龍夫 『最新版 日本被害地震総覧』 東京大学出版会、2003年
- 宇津徳治、嶋悦三、吉井敏尅、山科健一郎『地震の事典』朝倉書店、2001年
- 矢田俊文 (2009년 1월). 《中世の巨大地震》. 吉川弘文館. ISBN 978-4-642-05664-9.
- 震災予防調査会, 편집. (1904). 《大日本地震史料 上巻》. 丸善. pp.211-216 国立国会図書館サーチ
- 武者金吉, 편집. (1941). 《大日本地震史料 増訂 第一巻 自懿徳天皇御宇至元祿七年》. 文部省震災予防評議会. pp.669-678 国立国会図書館サーチ
- 東京大学地震研究所, 편집. (1982). 《新収 日本地震史料 第二巻 自慶長元年至元禄十六年》. 日本電気協会. pp.76-93
- 東京大学地震研究所, 편집. (1989). 《新収 日本地震史料 補遺》. 日本電気協会. pp.96-97
- 東京大学地震研究所, 편집. (1994). 《新収 日本地震史料 続補遺》. 日本電気協会. p.41
- 宇佐美龍夫 (1999년 3월). 《日本の歴史地震史料 拾遺》. 東京大学地震研究所. pp.23-28
- 宇佐美龍夫 (2005년 3월). 《日本の歴史地震史料 拾遺三》. 東京大学地震研究所. p.82
- 宇佐美龍夫 (2008년 6월). 《日本の歴史地震史料 拾遺四ノ上》. 東京大学地震研究所. pp.30-32
- 毎日新聞：2010年10月25日：慶長地震：現在想定と別タイプ 400年前津波で死者多数
- 安心とくしま：2010年2月25日今日はこんな日（2月3日） 慶長地震（1605年）（2012年7月7日時点のアーカイブ）
- 明応7年・慶長9年の房総および東海南海道大津波の波源 羽鳥徳太郎 東京大学地震研究所彙報. 第50冊第2号, 1976.1.30, pp. 171-185